# 2018 a sportban
2018 a sportban a 2018-as év fontosabb sporteseményeit tartalmazza az alábbiak szerint:

## Események

### Január
| Dátum                        | Sportág        | Esemény | Helyszín                  |
| ---------------------------- | -------------- | --- | ------------------------- |
| január 1.                    | jégkorong      | NHL Winter Classic | New York, Queens          |
| 2017. december 26.–január 5. | jégkorong      | U20-as jégkorong-világbajnokság | Buffalo                   |
| január 5–7.                  | gyorskorcsolya | gyorskorcsolya-Európa-bajnokság | Kolomna                   |
| január 6–20.                 | Tereprali      | Dakar-rali | Peru, Bolívia, Argentína  |
| január 11.                   | Díjátadó       | Az év magyar sportolója | Nemzeti Színház, Budapest |
| január 12–14.                | gyorskorcsolya | rövid pályás gyorskorcsolya-Európa-bajnokság | Drezda                    |
| január 12–28.                | kézilabda      | férfi kézilabda-Európa-bajnokság Első címét szerzi a spanyol válogatott, miután a döntőben 29–23-ra legyőzi Svédországot.                                         | Horvátország              |
| január 13–28.                | sakk           | 80. Tata Steel Chess sakktorna | Wijk aan Zee, Hollandia   |
| január 15–21.                | műkorcsolya    | műkorcsolya- és jégtánc-Európa-bajnokság Tóth Ivett a 13. helyen végez.                                                                                           | Moszkva                   |
| január 15–28.                | tenisz         | tenisz Australian Open | Melbourne,Ausztrália      |
| január 26.                   | tenisz         | tenisz Australian Open Pályafutása első Grand Slam-győzelmét aratja Babos Tímea az Australian Openen a női párosban a francia Kristina Mladenoviccsal az oldalán. | Melbourne, Ausztrália     |
| január 30. – február 10.     | labdarúgás     | Futsal-Európa-bajnokság első kontinensbajnoki címét szerzi meg Portugália, miután a döntőben 3–2-re legyőzi Spanyolországot.                                      | Szlovénia                 |

### Február
| Dátum                    | Sportág        | Esemény | Helyszín                |
| ------------------------ | -------------- | --- | ----------------------- |
| február 2–4.             | tenisz         | Davis-kupa |                         |
| február 3–4.             | asztalitenisz  | Európa Top-16 | Montreux                |
| február 4.               | amerikai foci  | Super Bowl LII első győzelmét szerzi a Philadelphia Eagles | Minneapolis             |
| február 9–25.            | téli olimpia   | 2018-as téli olimpia A Nemzetközi Olimpiai Bizottság döntése alapján a dél-koreai Phjongcshang ad otthont a 2018. évi téli olimpiai játékoknak. (A dél-koreai város a németországi München és a franciaországi Annecy előtt nyert a szavazáson.)                                   | Phjongcshang, Dél-Korea |
| február 17–18.           | atlétika       | Fedettpályás atlétikai országos bajnokság |                         |
| február 17–25.           | lövészet       | 10 méteres sportlövő Európa-bajnokság | Győr                    |
| február 22.              | gyorskorcsolya | 2018. évi téli olimpiai játékok A Liu Shaolin Sándor, Liu Shaoang, Knoch Viktor és Burján Csaba összeállítású magyar férfi rövidpályásgyorskorcsolya-váltó megnyeri a döntőt a pjongcsangi téli olimpián, ezzel Magyarország megszerezte története első téli ötkarikás aranyérmét. | Phjongcshang, Dél-Korea |
| február 23–25.           | műugrás        | 2018-as rostocki műugró-Grand Prix-verseny | Rostock, Németország    |
| február 26.              | labdarúgás     | Az Európai Labdarúgó-szövetség (UEFA) pozsonyi kongresszusán Csányi Sándort, az Magyar Labdarúgó-szövetség (MLSZ) elnökét választják meg a Nemzetközi Labdarúgó-szövetség (FIFA) új alelnökévé.                                                                                    | Pozsony, Szlovákia      |
| február 28. – március 4. | kerékpározás   | pályakerékpáros-világbajnokság | Apeldoorn               |

### Március
- március 1–4. – fedett pályás atlétikai világbajnokság, Birmingham
- március 2. – Márton Anita 19,62 méteres, új országos rekorddal világbajnoki címet nyer női súlylökésben, ezzel ő lesz a magyar atlétika első világbajnoka.[10]
- március 2–4. – magyar asztalitenisz-bajnokság
- március 3–4.
  - sprint gyorskorcsolya-világbajnokság, Csangcsun
  - 2017-es magyar mű- és toronyugró-bajnokság, mely eredetileg 2017 decemberében került volna megrendezésre.[11]
- március 9–11. – összetett gyorskorcsolya-világbajnokság, Amszterdam
- március 9–18. – téli paralimpiai játékok, Phjongcshang
- március 10–28. – Sakkvilágbajnokjelöltek versenye, Berlin
- március 16–18. – rövid pályás gyorskorcsolya-világbajnokság, Montréal – Liu Shaolin Sándor összetettben ezüstérmet szerez.[12]
- március 16–29. – 2018-as sakk-Európa-bajnokság, Batumi
- március 17–25. – női curling-világbajnokság, North Bay
- március 19–25. – műkorcsolya- és jégtánc-világbajnokság, Milánó – Tóth Ivett a 23. helyen végez.[13]
- március 24. – félmaratoni világbajnokság, Valencia
- március 25. – Női kosárlabda Magyar Kupa-döntő – Az Atomerőmű KSC Szekszárd 66–64-re győzi le a Sopron Basket csapatát, ezzel első kupagyőzelmét szerzi.[14]
- március 26. – április 1. – súlyemelő-Európa-bajnokság, Bukarest
- március 27. – Bejelenti visszavonulását Gyurta Dániel olimpiai-, világ- és Európa-bajnok úszó.[15]
- március 28. – Heidum Bernadett, Európa-bajnok rövid pályás gyorskorcsolyázó bejelenti visszavonulását.[16]
- március 28–31. – magyar úszóbajnokság, Debrecen
- március 31. – április 8. – férfi curling-világbajnokság, Las Vegas
- március 31. – április 1. – 2018-as női kézilabda Magyar Kupa négyes döntő, Budapest – Rekordot jelentő 13. kupagyőzelmét szerzi a Győri Audi ETO.[17]

### Április
- április 1. – Szakításban Európa-bajnoki címet szerez Magát Krisztina.[18]
- április 4–15. – Nemzetközösségi játékok, Gold Coast, Queensland
- április 6–8. – férfi vízilabda Európa-kupa döntő
- április 6–7. – szinkronkorcsolya-világbajnokság, Stockholm
- április 7–14. – vitorlázó ifjúsági laser radial Európa-bajnokság, Balatonföldvár
- április 7–20. – női sakk-Európa-bajnokság, Vysoké Tatry
- április 13–14. – női vízilabda LEN-kupa, négyes döntő – A Dunaújvárosi Egyetem - Maarsk Graphics csapata a döntőben 13–11-es győzelmet arat a görög Olimbiakósz ellen, ezzel fennállása első nemzetközi kupagyőzelmét szerzi meg.[19]
- április 14–15. – 2018-as férfi kézilabda Magyar Kupa négyes döntő, Debrecen – A klub történetének 27. kupagyőzelmét szerzi a Telekom Veszprém.[20]
- április 18. – férfi vízilabda LEN-Európa-kupa – Az FTC-PQS Waterpolo 8–5-ös győzelmet arat az olasz Banco BPM SM Busto ellen a döntő visszavágóján és kettős győzelemmel védi meg címét a sorozatban.[21]
- április 20–21. – női vízilabda Euroliga-döntő – Az UVSE negyedik az oroszországi négyes döntőben, a címvédő Kinef Kirisi nyeri a kupát.[22]
- április 20–22. – UEFA-futsal-bajnokok ligája – A címvédő Inter Movistar nyeri a kupát, a Rába ETO negyedik.[23]
- április 20–22. – A Sopronban rendezett női kosárlabda-Euroliga négyes döntőjében a Sopron Basket második helyen végez, miután a döntőben 72–53-ra kikap az orosz Jekatyerinburgtól.[24]
- április 21–28. – vegyespáros curling-világbajnokság, Östersund
- április 22–28. – divízió I-es jégkorong-világbajnokság, Budapest
- április 24–29. – tollaslabda-Európa-bajnokság, Huelva
- április 26–29. – cselgáncs-Európa-bajnokság, Tel-Aviv
- április 28–29. – WTCR magyar nagydíj, Hungaroring
- április 29. – május 6. – csapat asztalitenisz-világbajnokság, Halmstad
- április 30. – május 6. – birkózó-Európa-bajnokság, Kaszpijszk

### Május
- május 1–5. – soling vitorlázó-Európa-bajnokság, Alsóörs
- május 2–20. – 2018-as női sakkvilágbajnokság páros mérkőzés, Sanghaj, Csungking
- május 3–7. – öttusa-világkupa, Kecskemét
- május 4–20. – IIHF jégkorong-világbajnokság, Koppenhága, Herning – A címvédő Svédország megvédi elsőségét és tizenegyedik világbajnoki címét szerzi.[25]
- május 4–27. – Giro d’Italia
- május 5–6. – női röplabda-bajnokok ligája-döntő
- május 5–6. – női kézilabda EHF-kupa döntő
- május 6. – középtávú duatlon-Európa-bajnokság, Vejle
- május 10–13. – 2018-as Calgary-i műugró-Grand Prix-verseny.[26]
- május 12–13. – férfi röplabda bajnokok ligája-döntő
- május 12–13. – női EHF-bajnokok ligája-döntő, Budapest – A címvédő Győri Audi ETO KC megszerzi negyedik bajnokok Ligája-győzelmét, miután a döntőben hosszabbítást követően 27–26-ra legyőzi a macedón ŽRK Vardar csapatát.[27]
- május 16. – Európa-liga-döntő, Lyon – Az Atlético de Madrid 3–0 arányban győz a francia Olympique de Marseille ellen és harmadik Európa-liga-győzelmét szerzi.[28]
  - Gianluigi Buffon 17 év után bejelenti távozását a Juventus FC futballklubtól.
- május 19–20. – férfi kézilabda EHF-kupa-döntő
- május 26. – UEFA-bajnokok ligája-döntő, Kijev – A Real Madrid egymást követő harmadik alkalommal nyeri meg a trófeát, miután 3–1 arányban győz a Liverpool FC ellen, ezzel tizenharmadik Bajnokok Ligája elsőségét szerzi a klub.[29]
- május 26–27. – férfi EHF-bajnokok ligája-döntő, Köln – A Montpellier Handball második győzelmét szerzi a sorozatban, miután a döntőben 32–27-re legyőzi a HBC Nantes csapatát.[30]
- május 26. – június 1. – dragon vitorlázó-Európa-bajnokság, Balatonfüred
- május 28. – június 10. – Roland Garros, Párizs

### Június
- június 1–3. – ritmikus gimnasztika-Európa-bajnokság, Valladolid
- június 1–3. – Német Túraautó Bajnokság magyarországi futam, Hungaroring
- június 7–9. – vízilabda bajnokok ligája, nyolcas döntő – Története második Bajnokok Ligája-győzelmét szerzi a görög Olimbiakósz SZFP csapata, miután a döntőben legyőzi az olasz Pro Recco csapatát.[31]
- június 8–10. – gyorsasági kajak-kenu Európa-bajnokság, Belgrád
- június 8. – A Washington Capitals nyeri az NHL nagydöntőjét és első Stanley-kupáját nyeri története során.[32]
- június 9. – A címvédő Golden State Warriors 4-0-s összesítéssel megvédi címét az NBA-ben, története hatodik sikerét szerezve.[33]
- június 14–július 15. – labdarúgó-világbajnokság, Oroszország – Franciaország története második világbajnoki címét szerzi, miután a döntőben legyőzi Horvátország válogatottját.[34]
- június 16–21. – vívó-Európa-bajnokság, Újvidék
- június 18–23. – férfi vízilabda-világliga döntő, Budapest
- június 22–24. – atlétikai magyar bajnokság, Székesfehérvár
- június 23–24. – Red Bull Air Race, Budapest

### Július
- július 1–2. – Gyulai István Memorial Atlétikai Magyar Nagydíj, Székesfehérvár
- július 1–15. – Junior női kézilabda-világbajnokság, Debrecen – Magyarország első világbajnoki címét szerzi, miután a döntőben 28–22-re győz Norvégia ellen.[35]
- július 2–15. – wimbledoni teniszbajnokság
- július 5–8. – atlétikai ifjúsági Európa-bajnokság, Győr
- július 5–8. – kajak-kenu maratoni Európa-bajnokság, Metković
- július 6–8. – 2018-as bolzanói műugró-Grand Prix-verseny.[36]
- július 6–14. – duatlon- és triatlon-világbajnokságok, Dánia
- július 7–29. – Tour de France
- július 13–15. – 2018-as madridi műugró-Grand Prix-verseny.[37]
- július 14–28. – Vízilabda-Európa-bajnokság, Barcelona
- július 16 – Babos Tímea veszi át a vezetést a női párosok világranglistáján. Babos az első magyar világelső a teniszsport történetében.[38]
- július 16–17. – Kamion Európa-bajnokság, Magyar Nagydíj, Hungaroring
- július 16–22. – strandröplabda-Európa-bajnokság, Hollandia
- július 17–23. – öttusa-Európa-bajnokság, Székesfehérvár
- július 18–22. – junior szinkronúszó világbajnokság, Budapest
- július 19–21. – triatlon sprint Európa-bajnokság, Tartu
- július 19–27. – vívó-világbajnokság, Vuhszi
- július 26–28. – Kékszalag, Balatonfüred
- július 29. – Formula–1 magyar nagydíj
- július 30. – augusztus 5. – tollaslabda-világbajnokság, Nanking
- július 30. – augusztus 12. – olimpiai hajóosztályok világbajnokság, Aarhus

### Augusztus
- augusztus 1–12. – koronglövő-Európa-bajnokság, Löbersdorf
- augusztus 2–12. – multisport Európa-bajnokság (triatlon, golf, torna, evezés, kerékpár), Glasgow
  - augusztus 5. – Dévai Boglárka ugrásban aranyérmet szerez a tornászok glasgow-i Európa-bajnokságán.[39]
- augusztus 3–12. – A skóciai Glasgowban rendezik az úszók, műugrók, műúszók és nyílt vízi úszók 2018-as Európa-bajnokságát.[40]
- augusztus 7–12. – atlétikai Európa-bajnokság, Berlin
- augusztus 9. – Berecz Zsombor világbajnoki címet szerez a vitorlázók olimpiai kvalifikációs világbajnokságán Dániában.[41]
- augusztus 7–19. – ifjúsági kézilabda-világbajnokság, Kielce – A magyar válogatott ezüstérmet szerez, miután a döntőben Oroszországtól szenved 29–27-es vereséget.[42]
- augusztus 11–19. – ifjúsági vízilabda-világbajnokság, Szombathely –  A magyar válogatott a harmadik helyen végez a tornán, miután a bronzmérkőzésen 14–13-ra legyőzi Szerbiát.[43]
- augusztus 14–19. – Tour de Hongrie
- augusztus 22–26. – gyorsasági kajak-kenu világbajnokság, Montemor-o-Velho
- augusztus 25. – szeptember 16. – Vuelta ciclista a España
- augusztus 27. – szeptember 1. – íjász-Európa-bajnokság, Legnica
- augusztus 27. – szeptember 9. – US Open teniszbajnokság, New York
- augusztus 31. – szeptember 14. – sportlövő-világbajnokság, Cshangvon

### Szeptember
- szeptember 1–2. – hosszútávú duatlon-világbajnokság, Zofingen
- szeptember 4–9. – hegyikerékpár világbajnokság, Lenzerheide
- szeptember 6–9. – kajak-kenu maratoni világbajnokság, Prado Vila Verde
- szeptember 8–16. – öttusa-világbajnokság, Mexikóváros
- szeptember 9–16. – evezős világbajnokság, Plovdiv
- szeptember 10–16. – ritmikus gimnasztika világbajnokság, Szófia
- szeptember 10–30. – férfi röplabda-világbajnokság, Bulgária és Olaszország
- szeptember 11–23. – lovas Világjátékok, Tyron
- szeptember 13–16. – sárkányhajó-világbajnokság, Gainesville
- szeptember 16–23. – cselgáncs-világbajnokság
- szeptember 18–23. – asztalitenisz egyéni Európa-bajnokság, Alicante
- szeptember 22–30. – női kosárlabda-világbajnokság, Tenerife, Spanyolország
- szeptember 22–30. – országútikerékpár-világbajnokság, Innsbruck
- szeptember 23. – október 6. – sakkolimpia, Batumi
- szeptember 29. – október 20. – női röplabda-világbajnokság, Japán

### Október
- október 6–18. – ifjúsági olimpia, Buenos Aires
- október 13. – triatlon ironman-világbajnokság, Hawaii
- október 20–28. – birkózó-világbajnokság, Budapest
- október 21–28. – WTA-világbajnokság, Szingapúr
- október 27–október 28. - alpesisí,Világkupa-rajt, Sölden, Ausztria
- október 25. – november 3. – tornász-világbajnokság, Doha

### November
- november 2–23. – 2018-as női sakkvilágbajnokság kieséses rendszerű tornája, Hanti-Manszijszk
- november 4. - New York maraton, New York
- november 9–11. – 2018-as Kuala Lumpur-i műugró-Grand Prix-verseny.[44]
- november 9–28. – 2018-as sakkvilágbajnokság döntője, London
- november 12–18. – ATP-világbajnokság, London
- november 15–24. – női ökölvívó-világbajnokság, Újdelhi
- november 15 – A Dunaújvárosi Főiskola nyeri a női LEN-szuperkupát, miután a döntőben 15-13-ra legyőzi az orosz Kirisit.[45]
- november 16–24. – curling-Európa-bajnokság, Tallinn
- november 23–25. – Davis-kupa-döntő
- november 29. – december 16. – női kézilabda-Európa-bajnokság, Franciaország
- december 16– A francia válogatott története során első aranyérmét szerzi a női kézilabda-Európa-bajnokságon, miután a döntőben 24–21-re legyőzi Oroszország csapatát. Magyarország a 7. helyen végez.[46]
- november 30. – A Ferencváros megnyeri a LEN-szuperkupát[47]

### December
- december 3–8. – rövid pályás úszó-világbajnokság, Hangcsou
- december 9. – mezeifutó Európa-bajnokság, Tilburg
- december 12–22. – labdarúgó klubvilágbajnokság, Egyesült Arab Emírségek – A Real Madrid sorozatban harmadik elsőségét szerzi, miután a döntőben 4–1-re győz az Al-Ain ellen.[48]
- december 13–január 1. – 2019-es PDC-dartsvilágbajnokság
- december 16– A Ferencváros és az UVSE csapata nyeri a vízilabda Magyar Kupát.[49]

## Halálozások

### Január
| Halálozás          | Név                 | Nemzetiség, sportág, eredmények                               | Születés |
| ------------------ | ------------------- | ------------------------------------------------------------- | -------- |
| január 2.          | Michael Pfeiffer    | német válogatott labdarúgó, edző                              | 1925     |
| január 4.          | Papa Camara         | guineai labdarúgó, edző, szövetségi kapitány                  | 1951     |
| január 5.          | Roderick Rijnders   | olimpiai ezüstérmes holland evezős, kormányos                 | 1941     |
| január 5.          | Sándor István       | magyar evezős                                                 | 1921     |
| január 8.          | Juan Carlos García  | hondurasi válogatott labdarúgó                                | 1988     |
| január 8.          | Antonio Munguía     | mexikói válogatott labdarúgó                                  | 1942     |
| január 9.          | Ted Phillips        | angol labdarúgó, csatár                                       | 1933     |
| január 10.         | Étienne Bally       | Európa-bajnok francia atléta, rövidtávfutó                    | 1923     |
| január 10.         | Tommy Lawrence      | skót válogatott labdarúgó, kapus                              | 1940     |
| január 11.         | Gene Cole           | olimpiai ezüstérmes amerikai futó                             | 1928     |
| január 11.         | Raúl Antonio García | salvadori válogatott labdarúgó, kapus                         | 1962     |
| január 11.         | Giuseppe Secchi     | olasz labdarúgó, csatár                                       | 1931     |
| január 12.         | Léon Ritzen         | belga válogatott labdarúgó, csatár                            | 1939     |
| január 13.         | Mohammed Hazzaz     | marokkói válogatott labdarúgó, kapus                          | 1945     |
| január 13.         | Walter Schuster     | olimpiai bronzérmes osztrák alpesisíző                        | 1929     |
| január 14.         | Anton Regh          | német labdarúgó, hátvéd                                       | 1940     |
| január 14.         | Cyrille Regis       | angol válogatott labdarúgó, csatár, edző                      | 1958     |
| január 16.         | Willi Melliger      | olimpiai ezüstérmes svájci lovas, díjugrató                   | 1953     |
| január 18.         | Clara Marangoni     | olimpiai ezüstérmes olasz tornász                             | 1915     |
| január 19. (előtt) | Gert Brauer         | keletnémet válogatott német labdarúgó, hátvéd                 | 1955     |
| január 21.         | Philippe Gondet     | francia válogatott labdarúgó                                  | 1942     |
| január 22.         | Jimmy Armfield      | világbajnok angol válogatott labdarúgó                        | 1935     |
| január 22.         | Reinier Kreijermaat | holland válogatott labdarúgó, középpályás                     | 1935     |
| január 25.         | Haripal Kaushik     | kétszeres olimpiai bajnok indiai gyeplabdázó                  | 1934     |
| január 26.         | Okabe Jukiaki       | olimpiai bronzérmes japán úszó                                | 1941     |
| január 30.         | Vic Keeble          | angol labdarúgó, csatár                                       | 1930     |
| január 30.         | Rolf Schafstall     | német labdarúgó, edző                                         | 1937     |
| január 30.         | Clyde Scott         | olimpiai ezüstérmes amerikai gátfutó, amerikaifutball-játékos | 1924     |
| január 30.         | Azeglio Vicini      | olasz labdarúgó, fedezet, edző                                | 1933     |
| január 31.         | Hennie Hollink      | holland labdarúgó, edző                                       | 1931     |
| január 31.         | Marosi István       | olimpikon, magyar válogatott kézilabdázó                      | 1944     |

### Február
| Halálozás   | Név               | Nemzetiség, sportág, eredmények                                                            | Születés |
| ----------- | ----------------- | ------------------------------------------------------------------------------------------ | -------- |
| február 3.  | Palotai Károly    | olimpiai bajnok magyar labdarúgó, nemzetközi labdarúgó-játékvezető, ellenőr és sportvezető | 1935     |
| február 6.  | Brunello Spinelli | olimpiai bajnok olasz vízilabdázó                                                          | 1939     |
| február 9.  | Hevesi István     | olimpiai bajnok magyar vízilabdázó                                                         | 1931     |
| február 9.  | Liam Miller       | ír válogatott labdarúgó                                                                    | 1981     |
| február 9.  | Wally Moon        | World Series bajnok amerikai baseballjátékos                                               | 1930     |
| február 10. | Ludmila Švédová   | olimpiai ezüstérmes cseh tornász                                                           | 1936     |
| február 11. | Clifford Bourland | olimpiai bajnok amerikai futó                                                              | 1921     |
| február 17. | Gerald Weiß       | német atléta, gerelyhajító, olimpikon                                                      | 1960     |

### Március
| Halálozás   | Név                          | Nemzetiség, sportág, eredmények                                 | Születés |
| ----------- | ---------------------------- | --------------------------------------------------------------- | -------- |
| március 3.  | Arthur Stewart               | északír válogatott labdarúgó, csatár, edző                      | 1942     |
| március 4.  | Alex Rennie                  | skót labdarúgó, hátvéd, edző                                    | 1948     |
| március 7.  | John Molyneux                | angol labdarúgó, hátvéd                                         | 1931     |
| március 8.  | Albin Vidović                | olimpiai és világbajnok jugoszláv válogatott horvát kézilabdázó | 1943     |
| március 9.  | Ion Voinescu                 | román válogatott labdarúgó, kapus, olimpikon                    | 1929     |
| március 10. | Ralf Waldmann                | német motorversenyző                                            | 1966     |
| március 12. | Rudolf Mang                  | olimpiai, világ- és Európa-bajnoki ezüstérmes német súlyemelő   | 1950     |
| március 12. | Aldo Tarlao                  | Európa-bajnok és olimpiai ezüstérmes olasz evezős               | 1926     |
| március 13. | Ken Mulhearn                 | angol labdarúgó, kapus                                          | 1945     |
| március 14. | Rubén Galván                 | világbajnok argentin válogatott labdarúgó                       | 1952     |
| március 14. | Halit Deringör               | török válogatott labdarúgó, csatár                              | 1922     |
| március 15. | Ed Charles                   | World Series bajnok amerikai baseballjátékos                    | 1933     |
| március 16. | Milán Matos                  | kubai atléta, távolugró, olimpikon                              | 1949     |
| március 19. | Irina Anatoljevna Begljakova | olimpiai ezüstérmes szovjet-orosz atléta, diszkoszvető          | 1933     |
| március 22. | René Houseman                | világbajnok argentin válogatott labdarúgó                       | 1953     |
| március 28. | Eugène Van Roosbroeck        | olimpiai bajnok belga kerékpárversenyző                         | 1928     |
| március 29. | Corrado Dal Fabbro           | olimpiai ezüstérmes olasz bobversenyző                          | 1945     |
| március 29. | Colin Harper                 | angol labdarúgó, hátvéd, edző                                   | 1946     |
| március 29. | Emiliano Mondonico           | olasz labdarúgó, edző                                           | 1947     |
| március 29. | Sven-Olov Sjödelius          | olimpiai bajnok svéd kajakozó                                   | 1933     |
| március 30. | Aureliano Bolognesi          | olimpiai bajnok olasz ökölvívó                                  | 1930     |

### Április
| Halálozás           | Név                                | Nemzetiség, sportág, eredmények                                            | Születés |
| ------------------- | ---------------------------------- | -------------------------------------------------------------------------- | -------- |
| április 2.          | Evert Kroon                        | olimpiai bronzérmes holland vízilabdázó                                    | 1946     |
| április 4.          | Ray Wilkins                        | angol válogatott labdarúgó, középpályás, edző                              | 1956     |
| április 5.          | Branislav Pokrajac                 | olimpiai bajnok jugoszláv kézilabdázó és olimpiai bajnok kézilabdázó       | 1947     |
| április 6.          | Aljakszandr Mikalajevics Kurlovics | olimpiai, világ- és Európa-bajnok szovjet-fehérorosz súlyemelő             | 1961     |
| április 8.          | André Lerond                       | francia válogatott labdarúgó                                               | 1930     |
| április 13.         | Cesarino Cervellati                | olasz válogatott labdarúgó, edző                                           | 1930     |
| április 14.         | Daedra Charles                     | olimpiai bronzérmes amerikai kosárlabdázó                                  | 1968     |
| április 18. (előtt) | Neil Nugent                        | olimpiai bronzérmes brit gyeplabdázó                                       | 1926     |
| április 18.         | Henk Schouten                      | holland válogatott labdarúgó, középpályás                                  | 1932     |
| április 20.         | Roy Bentley                        | angol válogatott labdarúgó                                                 | 1924     |
| április 23.         | Vladimír Weiss                     | olimpiai ezüstérmes csehszlovák válogatott szlovák labdarúgó, hátvéd, edző | 1939     |
| április 24.         | Henri Michel                       | francia válogatott labdarúgó, olimpiai bajnok edző                         | 1947     |
| április 25.         | Alberto Marson                     | olimpiai bronzérmes brazil válogatott kosárlabdázó                         | 1928     |
| április 26.         | Isii Josinobu                      | japán válogatott labdarúgó, szövetségi kapitány                            | 1939     |
| április 27.         | James Hylton                       | amerikai NASCAR versenyző                                                  | 1934     |

### Május
| Halálozás | Név              | Nemzetiség, sportág, eredmények            | Születés |
| --------- | ---------------- | ------------------------------------------ | -------- |
| május 6.  | Jack Chamangwana | malawi válogatott labdarúgó, hátvéd, edző  | 1957     |
| május 9.  | Liz Chase        | olimpiai bajnok zimbabwei gyeplabdázó      | 1950     |
| május 12. | Mansoor Ahmed    | olimpiai bronzérmes pakisztáni gyeplabdázó | 1968     |
| május 13. | Harry Stiller    | brit autóversenyző, Formula–1-es pilóta    | 1938     |
| május 26. | Roger Piantoni   | francia válogatott labdarúgó               | 1931     |
| május 28. | Neale Cooper     | skót labdarúgó, középpályás, edző          | 1963     |

### Június
| Halálozás  | Név              | Nemzetiség, sportág, eredmények                                                   | Születés |
| ---------- | ---------------- | --------------------------------------------------------------------------------- | -------- |
| június 1.  | Walter Eich      | svájci labdarúgókapus                                                             | 1925     |
| június 4.  | Bencsik István   | magyar labdarúgó, sportvezető                                                     | 1928     |
| június 6.  | Tinus Bosselaar  | holland válogatott labdarúgó, csatár                                              | 1936     |
| június 6.  | Larry Owen       | amerikai baseballjátékos                                                          | 1955     |
| június 6.  | Red Schoendienst | World Series-győztes amerikai baseballjátékos, edző, menedzser                    | 1923     |
| június 7.  | Arie den Hartog  | holland kerékpárversenyző                                                         | 1941     |
| június 7.  | Geoff Gunney     | angol rögbijátékos, edző                                                          | 1933     |
| június 7.  | Francis Smerecki | francia labdarúgó, edző                                                           | 1949     |
| június 8.  | Maria Bueno      | hivatásos brazil teniszezőnő                                                      | 1939     |
| június 8.  | John McKenzie    | Stanley-kupa-győztes kanadai jégkorongozó, edző                                   | 1937     |
| június 9.  | Kenyatta Jones   | Super Bowl-győztes amerikai futballjátékos                                        | 1979     |
| június 9.  | Fadil Vokrri     | jugoszláv válogatott koszovói albán labdarúgó, sportvezető                        | 1960     |
| június 13. | Charles Vinci    | olimpiai és pánamerikai játékok bajnok, világbajnok ezüstérmes amerikai súlyemelő | 1933     |
| június 14. | Ed Roebuck       | World Series bajnok amerikai baseballjátékos                                      | 1931     |
| június 18. | Walter Bahr      | amerikai válogatott labdarúgó, hátvéd, edző                                       | 1927     |
| június 19. | Sergio Gonella   | olasz nemzetközi labdarúgó-játékvezető, bankár                                    | 1933     |
| június 20. | Ernie Hunt       | Angol labdarúgó, csatár                                                           | 1943     |
| június 29. | Irena Szewińska  | olimpiai- és Európa-bajnok lengyel atléta                                         | 1946     |

### Július
| Halálozás  | Név                    | Nemzetiség, sportág, eredmények                         | Születés |
| ---------- | ---------------------- | ------------------------------------------------------- | -------- |
| július 1.  | Amos Cardarelli        | olasz labdarúgó, hátvéd, edző                           | 1930     |
| július 1.  | Gianfranco Petris      | olasz válogatott labdarúgó, középpályás, csatár         | 1936     |
| július 4.  | Henri Dirickx          | belga válogatott labdarúgó, hátvéd                      | 1927     |
| július 8.  | Alan Gilzean           | skót válogatott labdarúgó, edző                         | 1938     |
| július 9.  | Hans Günter Winkler    | olimpiai bajnok német lovas, díjugrató                  | 1926     |
| július 10. | Kebede Balcha          | világbajnoki ezüstérmes etióp atléta, maratonfutó       | 1951     |
| július 10. | Karl Schmidt           | nyugatnémet válogatott labdarúgó, hátvéd                | 1932     |
| július 10. | Mien Schopman-Klaver   | holland atléta, rövidtávfutó                            | 1911     |
| július 11. | Lindy Remigino         | olimpiai bajnok amerikai futó                           | 1931     |
| július 15. | Ray Emery              | Stanley-kupa-győztes kanadai jégkorongozó               | 1982     |
| július 15. | Roman Korynt           | lengyel válogatott labdarúgó, hátvéd                    | 1929     |
| július 15. | Dragutin Šurbek        | világ- és Európa-bajnok horvát asztaliteniszező         | 1946     |
| július 19. | Fehér Mihály           | magyar ökölvívó, edző                                   | 1945     |
| július 20. | Heinz Schilcher        | osztrák válogatott labdarúgó, középpályás, edző         | 1947     |
| július 20. | Christoph Westerthaler | osztrák válogatott labdarúgó, középpályás, csatár, edző | 1965     |
| július 23. | Paul Madeley           | angol válogatott labdarúgó, hátvéd, középpályás         | 1944     |
| július 25. | Vahtang Balavadze      | olimpiai bronzérmes, világbajnok szovjet–grúz birkózó   | 1927     |
| július 25. | Líber Vespa            | uruguayi válogatott labdarúgó, középpályás, edző        | 1971     |
| július 26. | Alfredo del Águila     | mexikói válogatott labdarúgó, csatár                    | 1935     |
| július 26. | Orlando Ramírez        | chilei válogatott labdarúgó                             | 1943     |
| július 31. | Rafael Amador          | mexikói válogatott labdarúgó, hátvéd                    | 1959     |

### Augusztus
| Halálozás     | Név                                | Nemzetiség, sportág, eredmények                                         | Születés |
| ------------- | ---------------------------------- | ----------------------------------------------------------------------- | -------- |
| augusztus 2.  | Givi Csikvanaia                    | olimpiai ezüstérmes szovjet válogatott grúz vízilabdázó                 | 1939     |
| augusztus 2.  | Daan Schrijvers                    | holland válogatott labdarúgó, hátvéd                                    | 1941     |
| augusztus 2.  | Viktor Nyikolajevics Tyumenyev     | olimpiai és világbajnok szovjet válogatott orosz jégkorongozó           | 1957     |
| augusztus 7.  | Stan Mikita                        | Stanley-kupa-győztes szlovák származású, kanadai jégkorongozó, HHOF-tag | 1940     |
| augusztus 8.  | Sándorné Sipos Éva                 | kétszeres EHF-kupagyőztes magyar kézilabdázó, jobbszélső                | 1973     |
| augusztus 10. | Fazekas Árpád                      | magyar válogatott labdarúgó, kapus                                      | 1930     |
| augusztus 10. | Fábián László                      | olimpiai, világ- és Európa-bajnok magyar kajakozó, edző                 | 1936     |
| augusztus 14. | Tomasz Jędrzejak                   | lengyel salakmotoros                                                    | 1979     |
| augusztus 14. | Mario Trebbi                       | olasz válogatott labdarúgó, hátvéd, edző                                | 1939     |
| augusztus 15. | Peter Box                          | ausztrál futballjátékos                                                 | 1932     |
| augusztus 15. | Edmond Haan                        | francia válogatott labdarúgó, csatár                                    | 1924     |
| augusztus 15. | Ajit Wadekar                       | indiai krikettjátékos                                                   | 1941     |
| augusztus 17. | Hardyal Singh                      | olimpiai bajnok indiai gyeplabdázó                                      | 1928     |
| augusztus 20. | Jimmy McIlroy                      | északír válogatott labdarúgó, edző                                      | 1931     |
| augusztus 22. | Kékesi Mihály                      | magyar labdarúgó, csatár                                                | 1941     |
| augusztus 23. | Delio Gamboa                       | kolumbiai válogatott labdarúgó                                          | 1936     |
| augusztus 24. | Bolla Mária                        | Európa-bajnoki ezüstérmes, magyar bajnok vitorlázórepülő                | 1945     |
| augusztus 24. | Alekszej Alekszandrovics Paramonov | olimpiai bajnok szovjet válogatott orosz labdarúgó, edző                | 1925     |
| augusztus 24. | Claudiomiro Estrais Ferreira       | brazil válogatott labdarúgó, csatár                                     | 1950     |
| augusztus 25. | Vojtěch Varadín                    | csehszlovák válogatott szlovák labdarúgó, hátvéd                        | 1948     |
| augusztus 26. | Odiszéasz Eszkidzóglu              | olimpiai bajnok görög vitorlázó                                         | 1932     |
| augusztus 27. | Stellan Westerdahl                 | olimpiai ezüstérmes svéd vitorlázó                                      | 1935     |
| augusztus 29. | François Konter                    | luxemburgi válogatott labdarúgó, hátvéd, edző                           | 1934     |
| augusztus 31. | Mario Facco                        | olasz labdarúgó, hátvéd, edző                                           | 1946     |

### Szeptember
| Halálozás      | Név                          | Nemzetiség, sportág, eredmények                                                   | Születés |
| -------------- | ---------------------------- | --------------------------------------------------------------------------------- | -------- |
| szeptember 3.  | Klaus Gerwien                | nyugatnémet válogatott labdarúgó, csatár                                          | 1940     |
| szeptember 4.  | Marijan Beneš                | amatőr Európa-bajnok jugoszláv ökölvívó                                           | 1951     |
| szeptember 5.  | Dennis Green                 | olimpiai bronzérmes ausztrál kajakozó                                             | 1931     |
| szeptember 6.  | Diane Leather                | Európa-bajnoki ezüstérmes angol atléta, középtávfutó                              | 1933     |
| szeptember 7.  | Kurt Helmudt                 | olimpiai bajnok dán evezős                                                        | 1943     |
| szeptember 8.  | Giancarlo Galdiolo           | olasz labdarúgó, hátvéd, edző                                                     | 1948     |
| szeptember 8.  | Reidar Goa                   | norvég válogatott labdarúgó, hátvéd                                               | 1942     |
| szeptember 9.  | Peter Kretzschmar            | német kézilabdázó, edző                                                           | 1932     |
| szeptember 10. | Michel Bonnevie              | olimpiai ezüstérmes francia kosárlabdázó                                          | 1921     |
| szeptember 10. | Géczi István                 | olimpiai ezüstérmes magyar labdarúgó, kapus, edző                                 | 1944     |
| szeptember 14. | Bernardo Bello               | chilei válogatott labdarúgó                                                       | 1933     |
| szeptember 16. | Kevin Beattie                | angol válogatott labdarúgó, hátvéd                                                | 1953     |
| szeptember 19. | Kulcsár Győző                | A Nemzet Sportolója, olimpiai és világbajnok magyar vívó, mesteredző, sportvezető | 1940     |
| szeptember 21. | Adolf Knoll                  | osztrák válogatott labdarúgó, középpályás                                         | 1938     |
| szeptember 22. | Adel Hekal                   | afrikai nemzetek kupája-győztes egyiptomi válogatott labdarúgó, kapus, olimpikon  | 1934     |
| szeptember 23. | Helmut Köglberger            | osztrák válogatott labdarúgó, csatár, edző                                        | 1946     |
| szeptember 23. | Harry Walden                 | angol labdarúgó, középpályás                                                      | 1940     |
| szeptember 24. | Jim Brogan                   | skót válogatott labdarúgó                                                         | 1944     |
| szeptember 24. | Ab McDonald                  | Stanley-kupa-győztes kanadai jégkorongozó                                         | 1936     |
| szeptember 24. | Tommy McDonald               | amerikai futballista                                                              | 1934     |
| szeptember 25. | Danny Lewicki                | Stanley-kupa-győztes kanadai jégkorongozó                                         | 1931     |
| szeptember 25. | Vlagyimir Petrovics Voronkov | olimpiai aranyérmes szovjet–orosz sífutó                                          | 1944     |
| szeptember 26. | Joe Carolan                  | ír válogatott labdarúgó                                                           | 1937     |
| szeptember 26. | Ivan Dejanov                 | bolgár válogatott labdarúgókapus                                                  | 1937     |
| szeptember 26. | Kurucz Ádám                  | olimpiai válogatott magyar labdarúgó, csatár                                      | 1961     |
| szeptember 26. | Manuel Rodríguez             | világbajnoki bronzérmes chilei válogatott labdarúgó, edző                         | 1938     |
| szeptember 27. | Blagoje Isztatov             | jugoszláv–macedón labdarúgó, kapus, edző                                          | 1947     |
| szeptember 28. | Juris Silovs                 | olimpiai ezüst- és bronzérmes szovjet–lett atléta, rövidtávfutó                   | 1950     |
| szeptember 28. | Greg Terrion                 | kanadai jégkorongozó                                                              | 1960     |
| szeptember 29. | Luigi Agnolin                | olasz nemzetközi labdarúgó-játékvezető, testnevelőtanár, úszóedző                 | 1943     |
| szeptember 29. | Peter Robeson                | olimpiai bronzérmes brit lovas, díjugrató                                         | 1929     |
| szeptember 30. | Carlos Ángel López           | argentin válogatott labdarúgó                                                     | 1952     |

### Október
| Halálozás   | Név                        | Nemzetiség, sportág, eredmények                                 | Születés |
| ----------- | -------------------------- | --------------------------------------------------------------- | -------- |
| október ?   | Tadeusz Kraus              | csehszlovák válogatott cseh-lengyel labdarúgócsatár, edző       | 1932     |
| október 1.  | Graciano Rocchigiani       | német félnehézsúlyú világbajnok profi ökölvívó                  | 1963     |
| október 1.  | Szántai László             | magyar labdarúgó, fedezet                                       | 1943     |
| október 4.  | Jeanne Ashworth            | olimpiai bronzérmes amerikai gyorskorcsolyázó                   | 1938     |
| október 4.  | Bert Romp                  | olimpiai bajnok holland lovas                                   | 1958     |
| október 5.  | Jimmy Duquennoy            | belga országúti kerékpáros                                      | 1995     |
| október 7.  | John Gagliardi             | amerikai egyetemi amerikaifutball-edző                          | 1926     |
| október 7.  | Patrice L’Heureux          | kanadai profi ökölvívó                                          | 1972     |
| október 8.  | George Taliaferro          | amerikai futballista                                            | 1927     |
| október 10. | Peter Ramseier             | válogatott svájci labdarúgó, hátvéd                             | 1944     |
| október 11. | Agárdi Éva                 | magyar kézilabdázó, beállós                                     | 1970     |
| október 11. | Labinot Harbuzi            | svéd labdarúgó                                                  | 1986     |
| október 11. | Dieter Kemper              | világbajnok német kerékpáros                                    | 1937     |
| október 12. | Pat Leane                  | ausztrál atléta, magasugró, távolugró, tízpróbázó               | 1930     |
| október 13. | Konkoly János              | műugró                                                          | 1940     |
| október 13. | Nyikolaj Ivanovics Pankin  | olimpiai bronzérmes szovjet–orosz úszó, edző                    | 1949     |
| október 14. | Enrique Baliño             | olimpiai bronzérmes uruguayi kosárlabdázó                       | 1928     |
| október 14. | Germ Hofma                 | holland válogatott labdarúgó, csatár                            | 1925     |
| október 15. | Fernando Serena            | spanyol válogatott labdarúgó                                    | 1941     |
| október 16. | Oleh Petrovics Bazilevics  | szovjet-ukrán labdarúgó, edző                                   | 1938     |
| október 21. | Ilie Balaci                | román válogatott labdarúgó, irányító középpályás, edző          | 1956     |
| október 22. | Borisz Boriszovics Kokorev | olimpiai bajnok orosz sportlövő                                 | 1959     |
| október 22. | José Varacka               | argentin válogatott labdarúgó-középpályás, edző                 | 1932     |
| október 23. | Eladio Benítez             | Copa América-győztes uruguayi válogatott labdarúgó, középpályás | 1939     |
| október 23. | Haág Ervin                 | sakkozó, nemzetközi mester, mesteredző, szakíró                 | 1933     |
| október 25. | Sara Anzanello             | világbajnok olasz röplabdázó                                    | 1980     |
| október 26. | Richard Murunga            | olimpiai bronzérmes kenyai ökölvívó                             | 1952     |
| október 29. | Germán Aceros              | kolumbiai válogatott labdarúgó, edző                            | 1938     |
| október 30. | Erika Mahringer            | olimpiai bronzérmes osztrák alpesisíző                          | 1924     |
| október 31. | Ken Shellito               | angol válogatott labdarúgó, hátvéd, edző                        | 1940     |

### November
| Halálozás    | Név              | Nemzetiség, sportág, eredmények                                      | Születés |
| ------------ | ---------------- | -------------------------------------------------------------------- | -------- |
| november 1.  | Juri Vardanján   | szovjet színekben olimpiai, világ- és Európa-bajnok örmény súlyemelő | 1956     |
| november 2.  | Naftali Bon      | olimpiai ezüstérmes kenyai atléta                                    | 1945     |
| november 2.  | Nelson Chabay    | uruguayi válogatott labdarúgó, hátvéd, edző                          | 1940     |
| november 4.  | Vindisch Kálmán  | magyar válogatott vízilabdázó                                        | 1954     |
| november 13. | David Stewart    | skót válogatott labdarúgó, kapus                                     | 1947     |
| november 14. | Francisco Molina | spanyolországi születésű válogatott chilei labdarúgó, csatár, edző   | 1930     |
| november 16. | Flemming Nielsen | olimpiai ezüstérmes dán válogatott labdarúgó, középpályás            | 1934     |
| november 17. | Jim Iley         | angol labdarúgó, fedezet, edző                                       | 1935     |
| november 18. | Waldyr Boccardo  | világbajnok és olimpiai bronzérmes brazil kosárlabdázó               | 1936     |
| november 19. | Dan Maloney      | kanadai jégkorongozó                                                 | 1950     |
| november 20. | Dietmar Schwager | német labdarúgó, hátvéd, edző                                        | 1940     |
| november 23. | Kevin Austin     | Trinidad és Tobagó-i válogatott labdarúgó, hátvéd                    | 1973     |
| november 26. | Johnny Hart      | angol labdarúgó, csatár, edző                                        | 1928     |

### December
| Halálozás    | Név                              | Nemzetiség, sportág, eredmények                                                            | Születés |
| ------------ | -------------------------------- | ------------------------------------------------------------------------------------------ | -------- |
| december 6.  | Forintos Győző                   | magyar sakkozó, nemzetközi nagymester, sakkolimpiai bajnok, sakkszakíró, edző, sportvezető | 1935     |
| december 6.  | Alekszandr Alekszejevics Minajev | olimpiai bronzérmes szovjet válogatott orosz labdarúgó, középpályás, edző                  | 1954     |
| december 7.  | Luigi Radice                     | olasz labdarúgóhátvéd, edző                                                                | 1935     |
| december 8.  | Michele Monti                    | világ- és Európa-bajnoki bronzérmes olasz cselgáncsozó                                     | 1970     |
| december 9.  | Sige Jumiko                      | olimpiai ezüstérmes japán vitorlázó                                                        | 1965     |
| december 9.  | Stanislav Lieskovsky             | szlovák labdarúgó, edző                                                                    | 1964     |
| december 12. | Carlos Cecconato                 | Copa América-győztes argentin válogatott labdarúgó, középpályás                            | 1930     |
| december 12. | Iraj Danaeifard                  | iráni válogatott labdarúgó                                                                 | 1951     |
| december 16. | Mircea Petescu                   | román válogatott labdarúgó, hátvéd, edző                                                   | 1942     |
| december 18. | Szekine Sinobu                   | olimpiai bajnok japán cselgáncsozó                                                         | 1943     |
| december 24. | Jozef Adamec                     | világbajnoki ezüstérmes csehszlovák válogatott szlovák labdarúgó, csatár, edző             | 1942     |
| december 24. | Stanko Poklepović                | horvát labdarúgó, edző                                                                     | 1938     |
| december 27. | Juan Bautista Agüero             | paraguayi válogatott labdarúgó                                                             | 1935     |
| december 28. | Jevgenyij Vlagyimirovics Zimin   | olimpiai és világbajnok szovjet válogatott orosz jégkorongozó                              | 1947     |
| december 31. | Peter Thompson                   | Európa-bajnoki bronzérmes angol válogatott labdarúgó                                       | 1942     |